# Аний
Аний (Анион, др.-греч. Ἄνιος) — персонаж древнегреческой мифологии. Сын Аполлона и Рео. Вырос на Делосе, Аполлон позаботился о его воспитании, обучил искусству прорицания. Радаманф сделал его царем Делоса. Сын Фасий, также сыновья Микон и Андрос. Дочери Элаида, Спермо и Ойно (три Ойнотрофы). По Овидию, у него был сын Андрос и 4 дочери.
Дионис одарил дочерей Ания способностями творить из земли масло, злаки и вино. Когда началась Троянская война, просил греков остаться на Делосе на 9 лет. Аний встретил на Делосе Анхиса и Энея после падения Трои.